# Italien i olympiska sommarspelen 1908
Italien deltog med 68 deltagare vid de olympiska sommarspelen 1908 i London. Totalt vann de fyra medaljer och slutade på nionde plats i medaljligan.

## Medaljer

### Guld
- Enrico Porro - Brottning, 300 m frigevär
- Alberto Braglia - Gymnastik, grekisk-romersk stil, lättvikt

### Silver
- Emilio Lunghi - Friidrott, 800 m
- Marcello Bertinetti, Riccardo Nowak, Abelardo Olivier, Alessandro Pirzio Biroli och Sante Ceccherini - Fäktning, sabel lag